# ゴールウェイ国際オイスター・フェスティバル
ゴールウェイ国際オイスター・フェスティバル（ゴールウェイこくさいオイスター・フェスティバル、Galway International Oyster Festival）は、アイルランド共和国ゴールウェイで毎年カキの季節の始まりである9月に行われる食品祭。

## 概要
1954年にグレート・サウザン・ホテルの支配人ブライアン・コリンズ（Brian Collins）により創められ、2000年にはサンデー・タイムズで「地球上の十二大ショーのうちの一つ」（one of the 12 greatest shows on earth）と評され、1987 AA Travel Guideにてヨーロッパ七大祭（one of Europe's Seven Best Festivals）の一つに挙げられた。
祭りの考案者ブライアン・コリンズは観光シーズンを引き延ばしてホテルの宿泊客を増やす方法をシェフ長と話しあった結果、旬のカキをメニューに加えることにした。ブライアン・コリンズはそれだけでは客足を集められないと考え、オイスター・フェスティバルの開催をひらめいた。1954年9月、第一回目のオイスター・フェスティバルが開催され、今日では世界で最も長期間続くフェスティバルの一つとして残る。
主な行事は2つのカキ開け選手権（Guinness Irish Oyster Opening Championship と Guinness World Oyster Opening Championship）である。その他にカキ真珠と告解火曜日パーティーに参加者を選出するための美人コンテストが行われる。主賓として招待された人の中には、テレビニュースキャスターのゲイ･バーン、元アイルランド共和国首相チャールズ・ホーヒー、スヌーカー世界選手ケン・ダハティがいる。